# Бяла река (приток на Стряма)
Вижте пояснителната страница за други значения на Бяла река.
Бяла река е река в Южна България – област Пловдив, община Карлово, ляв приток на Стряма. Дължината ѝ е 37 km.
Бяла река извира на 2048 m н.в., двата ѝ извора са от двете страни на връх Кафадикилди, като източният е на няколко метра от заслон „Ботев“ в западното подножие на най-високия старопланински връх – Ботев. Тече в южна, а после в югоизточна посока, дълбаейки склоновете, и заедно с Джендемската река и нейните притоци и с Пръскалската река образува дълбоката и непристъпна долина на Южния Джендем, част от резервата „Джендема“. След водослива с Джендемската река дебитът ѝ значително се увеличава. След водослива с река Бъзовица теренът става по-лек и реката потича отново в южна посока.
Преди Бяла река да достигне Калофер, около нея е прокарана екопътеката „Бяла река“. Северно от град Калофер, в малко долинно разширения се намира Калоферският мъжки манастир, откъдето тръгва и кръговата екопътека.
Със своите водопади, прагове и скалисти теснини Бяла река е определяна като една от най-живописните в България.
При шосето София – Бургас (югозападно от Калофер) завива на запад, при село Куртово навлиза в източната част на Карловското поле, завива на югозапад и се влива отляво в река Стряма на 268 m н.в., преди навлизането ѝ в Стремския пролом.
Площта на водосборния басейн на реката е 239 км2, което представлява 17,1% от водосборния басейн на река Стряма.
Основни притоци: → ляв приток, ← десен приток
- ← Джендемска река
- → Пръскалска река
- → Бъзовица
- ← Тавращица
- ← Ватев дол
- → Чавеадере
- → Свеженска река

Реката е със снежно-дъждовно подхранване, като максимумът е през март-юни в резултат от снеготопенето, а минимумът – през юли-октомври. Среден годишен отток при село Куртово 1,58 m3/s.
По течението на реката в община Карлово са разположени четири села: Куртово, Ведраре, Бегунци и Пролом.
В Карловското поле водите на реката се използват за напояване и промишлено водоснабдяване.
На протежение от 3,3 km, по десния бряг на реката, западно от град Калофер преминава участък от Републикански път I-6 т Държавната пътна мрежа ГКПП Гюешево – София – Карлово – Бургас.

## Топографска карта
- Лист от карта K-35-38. Мащаб: 1 : 100 000.
- Лист от карта K-35-50. Мащаб: 1 : 100 000.